# Resource Description Framework
RDF (ang. Resource Description Framework) – język/metoda pozwalająca na opisywanie zasobów sieci Web, ze składnią opartą na XML, opracowana przez W3C. Służy przedstawieniu (nie zaś wyświetlaniu) wiedzy zawartej w Internecie, w sposób zrozumiały dla komputerów (łatwo przetwarzany przez programy komputerowe). Może być wykorzystany w celu tworzenia semantycznego Internetu. Jego rozszerzeniem jest OWL.

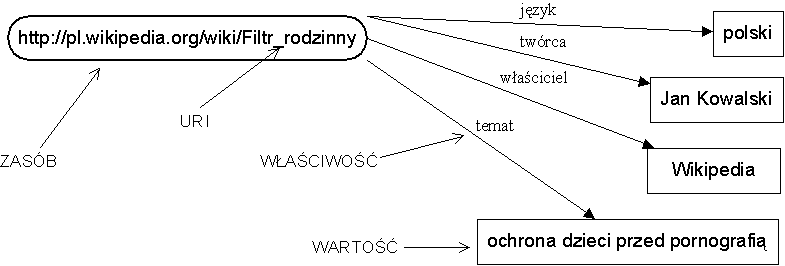
Przykład opisu w modelu RDF.

RDF jest odpowiedzią na problem niezliczonej ilości danych: dokumentów tekstowych, zdjęć, grafik, filmów wideo, plików dźwiękowych, nad którymi trudno zapanować, zarządzać, czy w jakikolwiek sposób sklasyfikować. Opisuje zawartość np. grupy danych jak strona www, w krótszym i zwięzłym pliku tekstowym, przedstawiając w nim samą tematykę czy „spis rzeczy”, w sposób zrozumiały dla programów komputerowych.
Celem RDF jest utworzenie ogólnoświatowego standardu zapisu metadanych (danych o danych), w którym nie byłoby miejsca na dowolność taką jak w znacznikach <meta>. Zyskiem z tego będzie umożliwienie maszynowego przetwarzania abstrakcyjnych opisów zasobów w sposób automatyczny. Może służyć zarówno do wyszukiwania danych, jak i śledzenia informacji na dany temat.
Założeniem RDF jest opis zasobu za pomocą wyrażenia składającego się z trzech elementów: podmiotu, orzeczenia/predykatu (własność) i dopełnienia/obiektu (wartość). 
```
<?xml version="1.0"?>
 

<RDF>
 

<Description
 
about=
"http://pl.wikipedia.org/wiki/Filtr_rodzinny"
>
 

    
<autor>
Jan
 
Kowalski
</autor>
 

    
<utworzono>
1
 
stycznia
 
1970
</utworzono>
 

    
<zmodyfikowano>
1
 
stycznia
 
2000
</zmodyfikowano>
 

</Description>
 

</RDF>

```

1. http://pl.wikipedia.org/wiki/Filtr_rodzinny  jest zasobem,
2. element <autor> jest własnością (także <utworzono> i <zmodyfikowano>),
3. zaś Jan Kowalski jest wartością (także daty).

W RDF podmiot stanowi opisywany zasób, predykat określa, jaka jego własność jest opisywana, zaś obiekt stanowi wartość tej własności. Podstawowym mechanizmem wykorzystywanym przez RDF do identyfikacji podmiotu, predykatu i obiektu jest URI.